# Mp3-målet
Mp3-målet var det första svenska rättsfallet om brott mot upphovsrättslagen med hypertextlänkning. En tonåring hade på sin webbsida länkat till ett stort antal musikfiler som utan rättighetsinnehavarnas samtycke placerats på olika datorservrar i världen. Länkarna pekade direkt på varje enskild musikfil, så kallad "djuplänkning".

## Tingsrätten
I Skövde tingsrätt konstaterade tingsrätten i september 1999 att eftersom det inte hade visats att den tilltalade hade kopierat eller fört över filer till mp3-format så kunde något ansvar för olovlig exemplarframställning inte komma ifråga. Tingsrätten menade även att länkningen som sådan inte kunde ses som ett tillgängliggörande för allmänheten i upphovsrättslagens mening: "Vad [den tilltalade] gjort är således att han genom sina länkmarkeringar gjort att besökaren kunnat besöka en annan adress än [den tilltalades] där har kunnat hämta – kopiera – den efterfrågade filen. Detta kan enligt tingsrättens mening inte innefattas i begreppet spridning." Åtalet ogillades.
På grund av gärningsbeskrivningens utformning kunde rätten inte pröva frågan om den tilltalade genom sitt agerande hade gjort sig skyldig till medhjälp till upphovsrättsintrång. Daniel Westman vid Institutet för rättsinformatik kommenterade domen att "Den viktigaste invändningen mot ett ansvar för medhjälp i den aktuella situationen är emellertid att man bara kan göra sig skyldig till medhjälp före och under huvudgärningen men inte efter det att denna avslutats" (undantaget perdurerande brott). Han sade även att det knappast var möjligt att generellt ta ställning till om länken skulle ses som ett brottsligt eller skadeståndsgrundande tillgängliggörande.

## Hovrätten
Till Göta hovrätts prövning hade gärningsbeskrivningen justerats till att även innefatta medhjälp till otillåtet förfogande över ljudupptagningarna.
Länkningen kunde enligt hovrätten inte utgöra ett brottsligt tillgängliggörande för allmänheten, eftersom det varken rörde sig om upphovsrättslig visning eller spridning av exemplar samtidigt som offentligt framförande av de aktuella ljudupptagningarna enligt 47 § upphovsrättslagen fick ske utan tillstånd.
I frågan om medhjälp till den spridning av otillåtna kopior av ljudupptagningar anförde domstolen att det inte var bevisat att åtgärden hade skett i ett land där det var brottsligt. Det hade heller inte visats vems rättigheter som skulle ha kränkts.
I frågan om medhjälp till otillåten exemplarframställning menade domstolen att i de fall användare hade använt länkarna för att kopiera musikverken hade kopieringen skett för eget bruk. Detta var tillåtet och undantaget att kopiera för eget bruk var inte begränsat utan fick, enligt hovrättens mening, även anses omfatta kopiering av exemplar som framställts utan fonogramframställarens samtycke. Hovrätten fastställde tingsrättens domslut.

## Högsta domstolen
Med Högsta domstolens tolkning av gärningsbeskrivningen prövades aldrig frågan om medverkan till användarnas eventuellt olovliga exemplarframställning och prövningen kom att begränsas till frågan om länkningen utgjorde ett straffbart tillgängliggörande för allmänheten eller medverkan till ett sådant enligt 46 § upphovsrättslagen. Brott mot kompositörernas och textförfattarnas rättigheter prövades inte. Målet avgränsades till att handla om skivbolagens rättigheter.
I sin dom den 15 juni 2000 konstaterade Högsta domstolen att den tilltalades verksamhet inte kunde utgöra varken visning eller spridning av ett verk i form av ett fysiskt exemplar (eftersom den tilltalade inte själv hade framställt eller förfogat över exemplar) och att det därför var att bedöma som offentligt framförande. Eftersom offentligt framförande var undantaget från upphovsinnehavarens ensamrätt i upphovsrättslagen (även då framförandet sker av en olovligen framställd kopia av en upptagning) ogillades åtalet. Trots de högt ställda förväntningarna på att Högsta domstolen skulle klargöra rättsläget lämnades flera av de upphovsrättsliga frågorna kring länkning obesvarade på grund av den begränsade frågeställningen.
Daniel Westman kommenterade att osäkerheten kvarstod på flera punkter och att domskälen lämnade en del att önska, även inom ramen för den begränsade prövningen, men att formuleringen "tillgängliggörande för allmänheten" hade klargjorts att endast kunna ske genom någon av formerna spridning av exemplar, visning eller offentligt framförande. Vidare menade han att domen bekräftade doktrinen att spridning i upphovsrättslagens mening avsåg tillgängliggörande av fysiska exemplar och att det inte rörde sig om spridning när verk görs tillgängliga i datornätverk.
Den principiellt mest intressanta frågan ansåg Westman var om själva skapandet av länken ansågs innebära ett tillgängliggörande för allmänheten eller endast var en hänvisning, ett avgörande som onekligen skulle få "långtgående konsekvenser för verksamheten på Internet". Han fann det uppseendeväckande och beklagligt att Högsta domstolen hade beviljat prövningstillstånd i ett mål där frågan hade aktualiseras och sedan hade avgjort det utan att uttryckligen beröra gränsdragningen mellan ett upphovsrättsligt relevant tillgängliggörande och en ren hänvisning; Att domstolen istället främst hade fokusera på frågan om gränsdragning mellan spridning och offentligt framförande och istället närmast tycktes ha utgått ifrån att det rörde sig om tillgängliggörande.
STIM kommenterade domen med att "Utgången i målet hade med största sannolikhet blivit en annan om Stim varit målsägande."
2005 utökades upphovsrätten till att låta tillgängliggörande för allmänheten även omfatta överföring till allmänheten.
| ”                                                                   | Detta sker när verket på trådbunden eller trådlös väg görs tillgängligt för allmänheten från en annan plats än den där allmänheten kan ta del av verket. Överföring till allmänheten innefattar överföring som sker på ett sådant sätt att enskilda kan få tillgång till verket från en plats och vid en tidpunkt som de själva väljer. [...] Med överföring till allmänheten och offentligt framförande jämställs överföringar och framföranden som i förvärvsverksamhet anordnas till eller inför en större sluten krets. | „ |
| – Ur 2 § Lagen om upphovsrätt till litterära och konstnärliga verk. | |   |